# Minor Consiglio

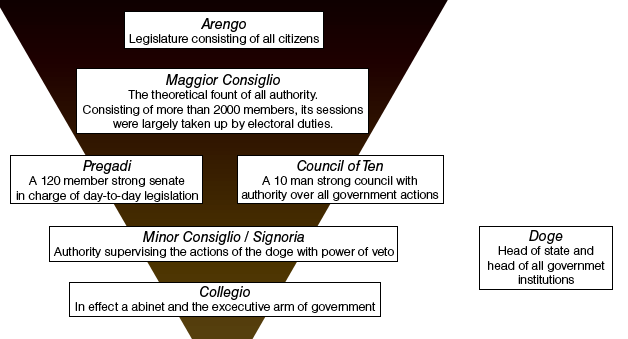
Charte des institutions du gouvernement dans la république de Venise, 1400

Le Minor Consiglio (« Petit Conseil ») appelé également Consiglio Ducale (« Conseil ducal ») ou Consiglio dei Sei (« Conseil des six ») était un organe de la république de Venise au Moyen Âge.

## Histoire
Instauré en 1175, il comprenait six membres, les Conseillers ducaux, un par Sestiere qui secondait le Doge.
Le conseil était renouvelé par moitié et chacun des conseillers restait en fonctions 12 mois, plus tard porté à 16 mois. Ceux-ci ne pouvaient-être rééligibles avant deux ans.
Durant ce conseil, le Doge pouvait ouvrir la correspondance personnelle, afin d'en discuter en audience et seulement en présence d'au moins 4 conseillers. 
La fonction principale de ce Conseil était celle de modérer l'autorité du Doge, de l'assister et de le conseiller. Pendant les vacances ducales, le gouvernement se concentrait dans ses mains; il gérait les affaires courantes et il présidait aux opérations pour la nomination du nouveau Doge, tandis qu'un des Conseillers (pas toujours le plus âgé) assumait les fonctions de Vice-Doge. Il faisait partie intégrante de la Seigneurie de Venise.
Le Minor Consiglio pouvait également convoquer le Maggior Consiglio lorsqu'il l'estimait opportun (même un seul Conseiller le pouvait).
Ce Conseil suivait l'administration de la ville, en surveillant l'activité des officiers publics et en organisant l'élection des nouveaux. Il résolvait les conflits de compétence qui se faisaient jour entre organes aussi bien administratifs que judiciaires, et indiquait, en cas de doute, quel tribunal fut compétent, avant même qu'un conflit se manifestât.
Il exerça une compétence limitée en matière financière : sa faculté de disposer de l'argent public jusqu'à 10 livres d'or fut abolie en 1441, tandis qu'en 1446, ce Conseil dut renoncer à celle d'interpréter la loi.